# Syrische Schatzhöhle
Die Syrische Schatzhöhle ist eine Sammlung apokrypher Schriften aus der frühen Syrischen Kirche.
Sie ist eine etwa im 6. Jahrhundert abgeschlossene Sammlung apokrypher christlicher Schriften in syrischer Sprache. Die Schrift wird der Schule um Ephräm der Syrer zugeordnet, geht aber in der vorliegenden Gestalt höchstwahrscheinlich nicht auf diesen als Gesamtautor zurück. Durchgehendes Thema der Schriften ist eine Adam-Christus-Typologie, ein herausragendes Teilstück ist das Hexaemeron.